# Valdivia (LST-93)
La Valdivia (LST-93) fue un buque de asalto anfibio de la Armada de Chile.

## Historial

### Armada de los Estados Unidos
Asignado al Escuadrón Anfibio 3, Fuerza Anfibia, Flota del Pacífico, el nuevo buque de desembarco de tanques se puso en marcha desde Long Beach el 7 de abril de 1971 y llegó a su puerto de origen, San Diego, al día siguiente. Durante el resto de 1971, ella operó a lo largo de la costa de California, realizando un shakedown y varios ejercicios de entrenamiento antes de comenzar las operaciones normales con la flota. La San Bernardino abrió 1972 escoltando a cuatro buques indonesios del Comando Sealift Militar (MSC) desde los Estados Unidos hasta Pearl Harbor. Regresó a San Diego, vía Acapulco, el 9 de febrero. Hasta principios de abril, navegó por la costa de California. El 3 de abril partió hacia Pearl Harbor y realizó un ejercicio anfibio en las islas hawaianas. Completó el ejercicio el 14 de abril y, después de tres días en Pearl Harbor, zarpó para Long Beach el día 17. Después de descargar marines en Long Beach el día 22, regresó a San Diego. Permaneció en San Diego hasta el 7 de junio, cuando partió en un viaje a Sudamérica. El barco de desembarco del tanque visitó Valparaíso y El Callao, antes de regresar a San Diego el 17 de julio. La San Bernardino realizó cursos de actualización a fines de julio y principios de agosto; y participó en otro ejercicio anfibio a fines de agosto.

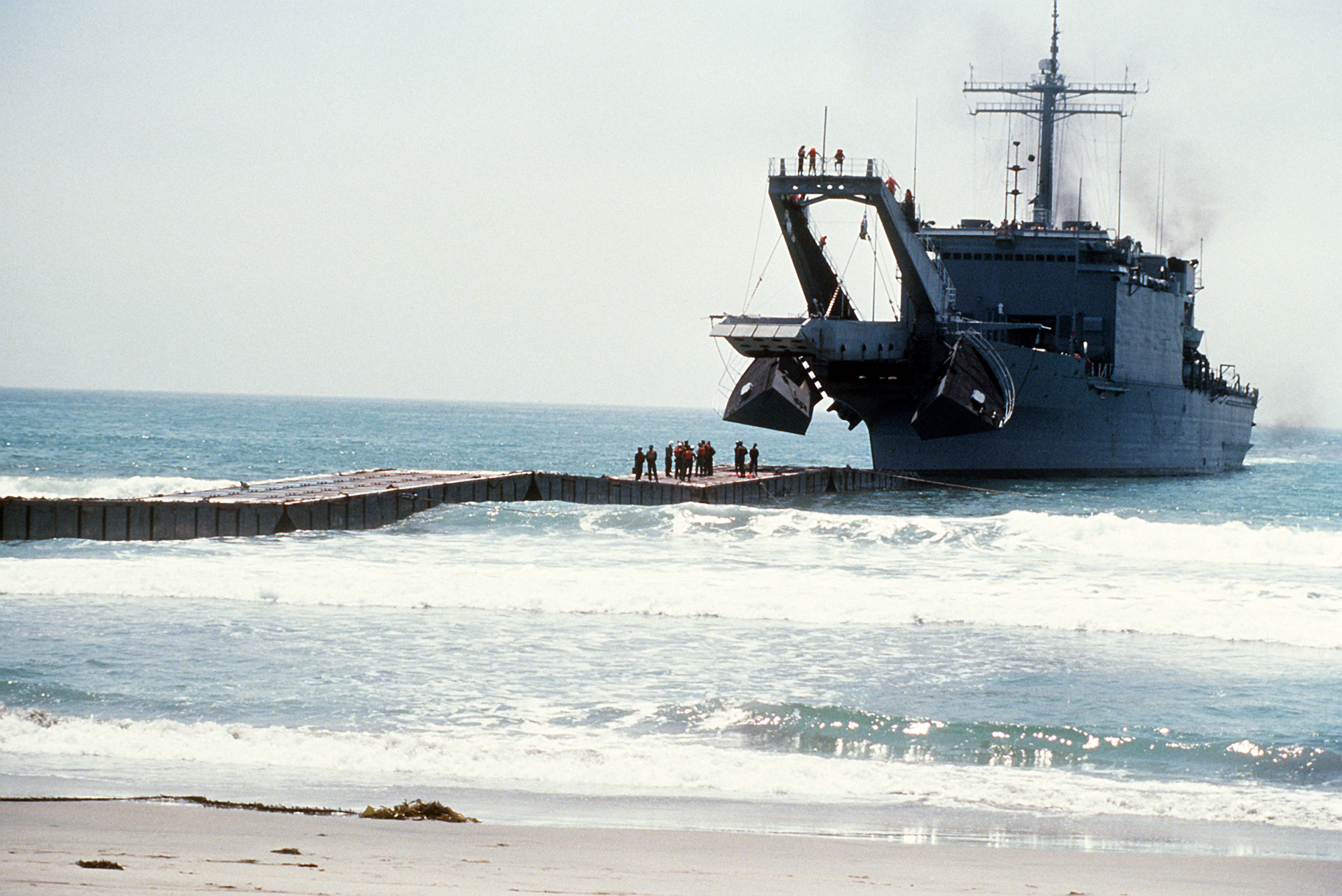
USS San Bernardino durante un ejercicio de aterrizaje en 1979.

Después de un mes de preparación, la San Bernardino partió de San Diego el 21 de septiembre para desplegarse en el Pacífico occidental. Llegó a Subic Bay el 19 de octubre; participó en ZAMEX 9-72 el 23 y 24; y se hizo a la mar el día 27. Al día siguiente, se unió al Grupo Amphibious Ready en el Golfo de Tonkin y permaneció allí hasta el 14 de noviembre, cuando zarpó hacia Keelung, Taiwán. Después de un viaje de regreso a Subic Bay, se reincorporó al grupo Amphibious Ready en el Golfo de Tonkin el 15 de diciembre. Dos días después, fue separada para ayudar a Asheville (PG-84) y Tacoma (PG-92) a Subic Bay. Al llegar el 19 de diciembre, partió el mismo día, con destino a Hong Kong. Regresó a Subic Bay el día 29 y permaneció en el puerto el resto del año. El despliegue de San Bernardino a la 7.ª Flota continuó hasta mediados de abril de 1973. En ese momento, ella navegó hacia el este a los Estados Unidos, llegando a San Diego el día 29. Permaneció en la costa oeste, ya sea en el puerto de San Diego o cruzando la costa, durante el resto de 1973. San Bernardino pasó los primeros cinco meses de 1974 en el puerto de San Diego. A principios de junio, navegó hacia el oeste otra vez, deteniéndose en Pearl Harbor; Puerto de Suva, Fiyi; y Brisbane, Australia .
La San Bernardino ganó una estrella de servicio en la Guerra de Vietnam.
La San Bernardino también estuvo presente en la "Operación Garra de Águila" en abril de 1980, con la intención de liberar rehenes de la Embajada de los EE. UU. en Irán con elementos del 3.º Batallón, 3.º Infante de Marina a bordo como parte del Grupo de Batalla LPH-3 de USS Okinawa bajo la 31.ª Unidad Expedicionaria de Marines, única desplegar permanentemente la fuerza desplegada en preparación, como reserva de operaciones especiales. Todos los presentes recibieron la Medalla Expedicionaria.

### 1990
Después de la invasión de Kuwait por Saddam Hussein, el San Bernardino dejó Sasebo, Japón, y se detuvo en Okinawa para recoger a los miembros del 3.er Grupo de Apoyo de Servicio de la Fuerza (FSSG en 3D) y elementos del 3.º de Infantería de Marina. El San Bernardino se detuvo luego en Olongapo, Filipinas, para recoger las calzadas en previsión de un aterrizaje forzoso que nunca tuvo lugar. Sus pasajeros desembarcaron pacíficamente en el muelle de Al Jubail y se trasladaron hacia el interior como parte de la Operación Escudo del Desierto.

### 1995

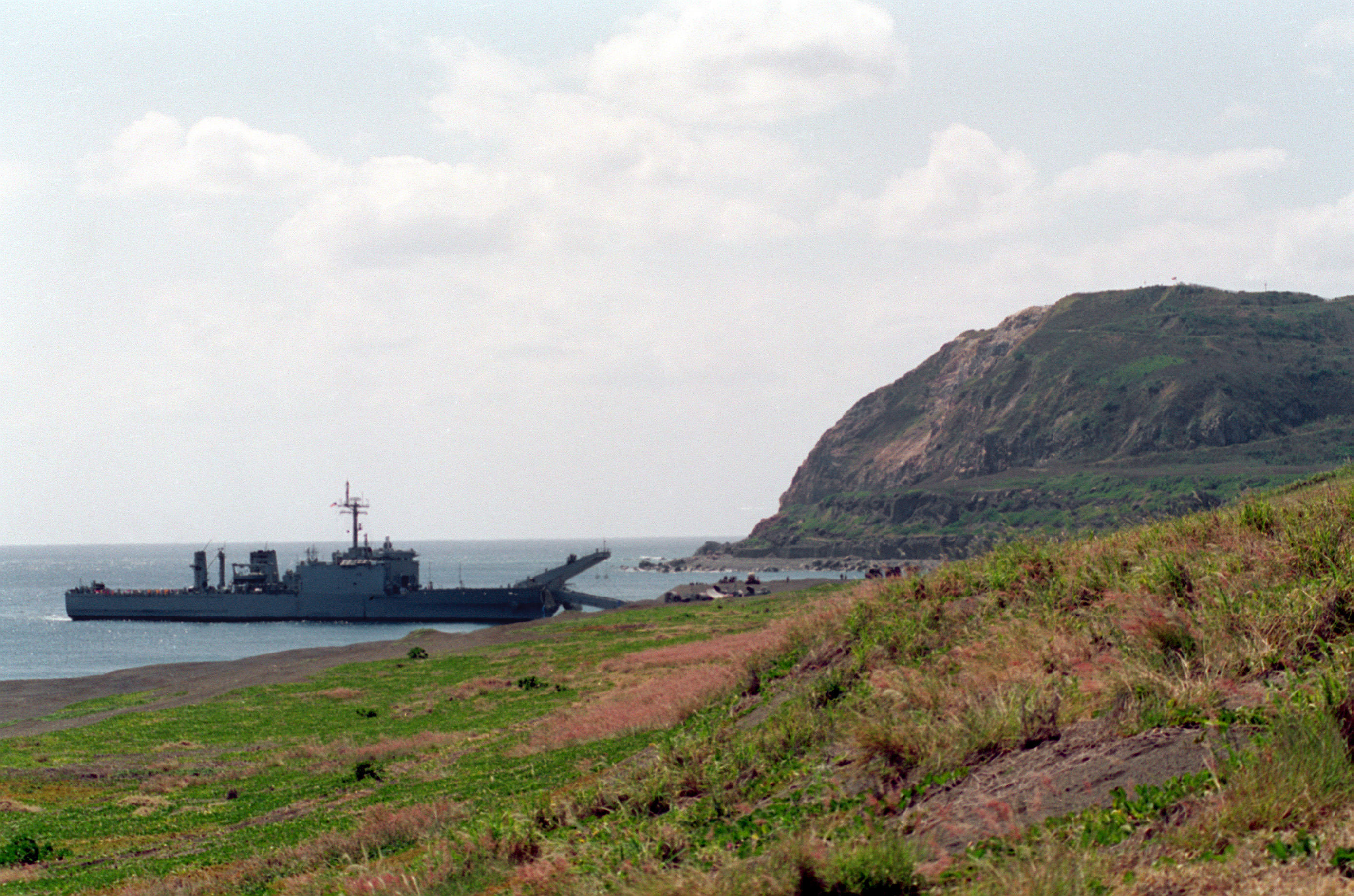
La USS San Bernardino (LST-1189) en Iwo Jima

La última gran tarea para San Bernardino antes del desmantelamiento programado y la transferencia del barco a la Armada de Chile fue participar en el 50 aniversario de la Batalla de Iwo Jima. Fue la última de varias conmemoraciones del 50.º aniversario de las batallas de la Segunda Guerra Mundial en las que el barco había participado. Para este, el San Bernardino tuvo la tarea de varar en la isla de Iwo Jima 50 años después de la exitosa invasión. El "Último Real Gator" transitó a Iwo Jima con el resto del Amphibious Ready Group (ARG) que consiste en el Belleau Wood (LHA-3), Germantown (LSD-42) y el Dubuque (LPD-8) . Mientras que otros barcos del ARG permanecían a una milla o más de la costa porque no eran capaces de varar, el San Bernardino, comandado por el comandante Randy Etter y el teniente Dwayne Eldridge, oficial permanente de la cubierta, ejecutó un varamiento perfecto. Después de que la rampa de proa se extendió y se colocó en la playa, los marineros se formaron como muchachos laterales a ambos lados de la rampa. Mientras los marineros de San Bernardino saludaban, algunos de los infantes de marina y marineros que estaban en la playa 50 años antes subieron la rampa para participar en una recepción de cubierta de vuelo corta y una ceremonia de colocación de corona para conmemorar la batalla y recordar las vidas de aquellos que se perdieron en asegurar la victoria.

### Armada de Chile
Retirado el 30 de septiembre de 1995, fue transferida a la Armada de Chile bajo el nombre de Valdivia (LST-93). El barco arribó a  Valparaíso el 1 de diciembre de 1995. Su nombre es en honor a la primera operación anfibia realizada por la Armada chilena el 3 de febrero de 1820, en la bahía de Corral, donde una fuerza dirigida por el almirante Lord Thomas Alexander Cochrane tomó posesión de la ciudad de Valdivia.
Durante 2010, la Valdivia estuvo muy involucrado en los esfuerzos de socorro tras la serie de terremotos que afectaron a Chile durante 2010. La intensa carga de trabajo causó fatiga estructural y de componentes en el ya viejo buque, y una inspección en agosto de 2010 concluyó que la reparación del buque sería antieconómico. La Valdivia fue desmantelada el 14 de enero de 2011 siendo reemplazada por la Sargento Aldea (LSDH-91)
- Datos: Q56317500
- Multimedia: Valdivia (ship, 1970) / Q56317500